# Лерен (острова)
Лерен (фр. Îles de Lérins) — острова в Средиземном море, расположены у Лазурного берега. Административно относятся к муниципалитету Канны, Франция.

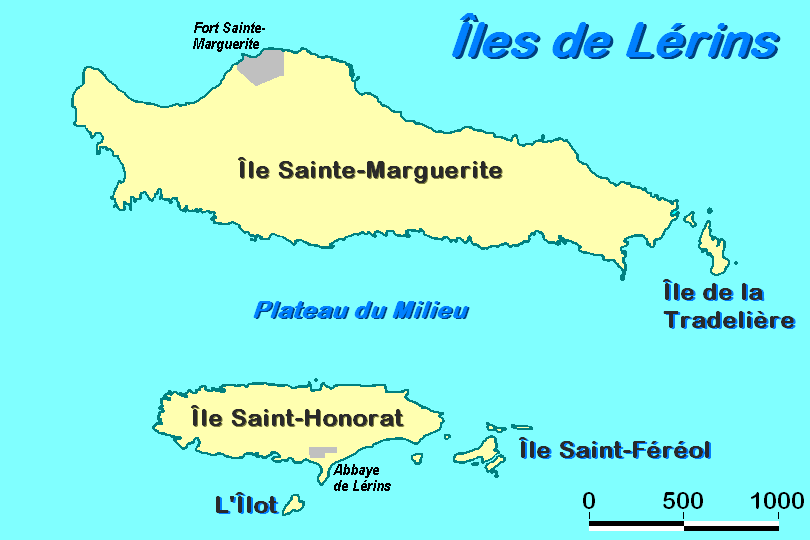
Карта островов Лерен

Архипелаг состоит из двух обитаемых (Сент-Маргерит и Сент-Онора) и нескольких необитаемых островов и скал. Остров Святой Маргариты известен своей укреплённой тюрьмой, а Святого Гонората — основанным им аббатством.
Известно, что острова были заселены ещё со времён Древнего Рима, а примерно в 410 году Гонорат Арелатский основал там монастырь, оказавший влияние на христианскую церковь всей южной Галлии и в котором жили многие святые, в том числе Святой Патрик. Позже на Сент-Маргерит была построена крепость Форт-Ройаль, служившая тюрьмой. Некоторое время там содержался человек в железной маске.
Острова имеют регулярное паромное сообщение с Каннами.